# La Tagnière
La Tagnière è un comune francese di 256 abitanti situato nel dipartimento della Saona e Loira nella regione della Borgogna-Franca Contea. È gemellato con il comune di Collalto Sabino.

## Società

### Evoluzione demografica
Abitanti censiti

### Gemellaggi
- Collalto Sabino